# هنری لوملی
هنری لوملی (انگلیسی: Henry Lumley; ۲ فوریهٔ ۱۶۵۸ – ۱ ژانویهٔ ۱۷۲۲) نظامی و سیاستمدار اهل پادشاهی بریتانیای کبیر بود.